# Remise

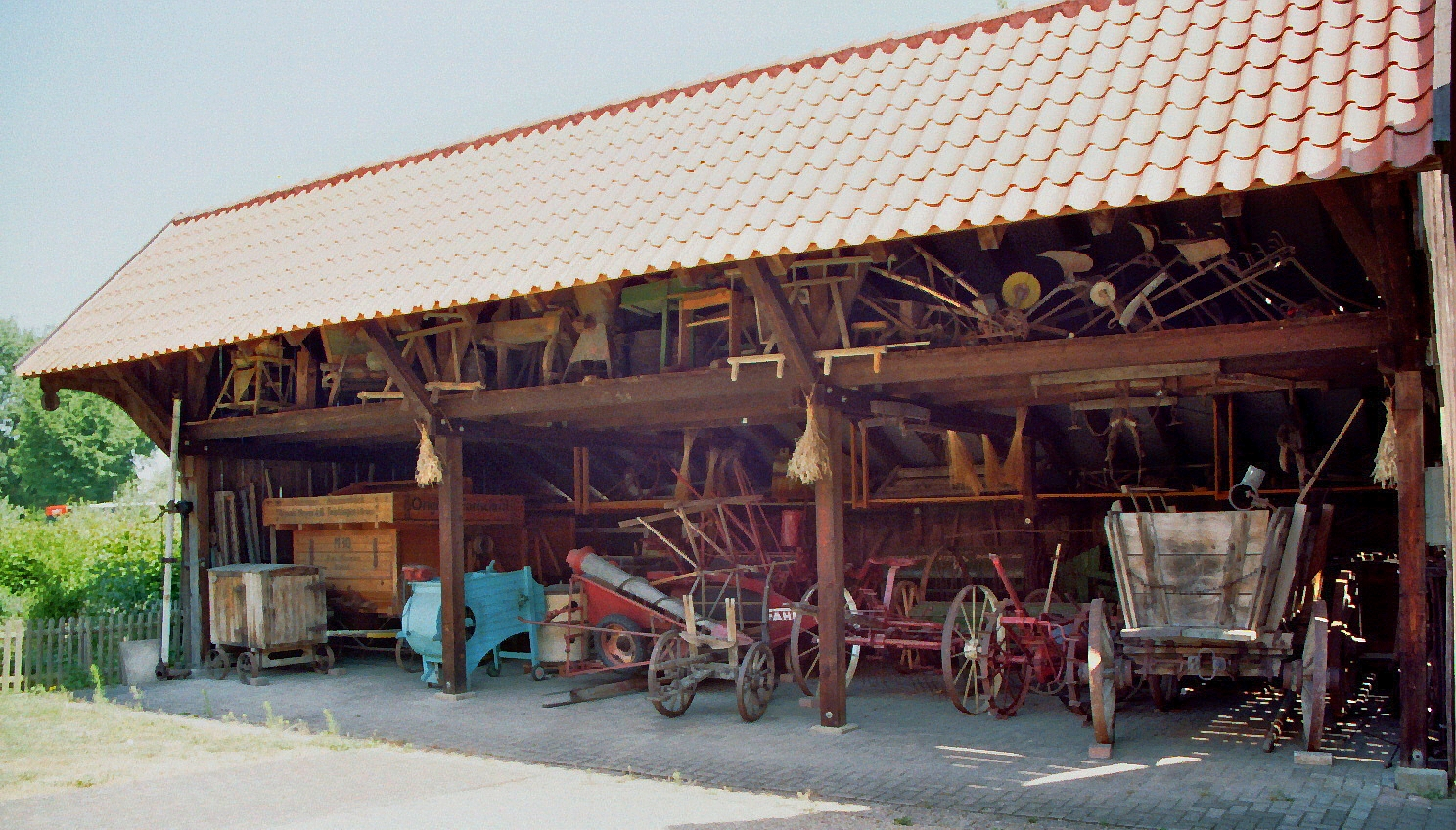
Landwirtschaftliche Remise

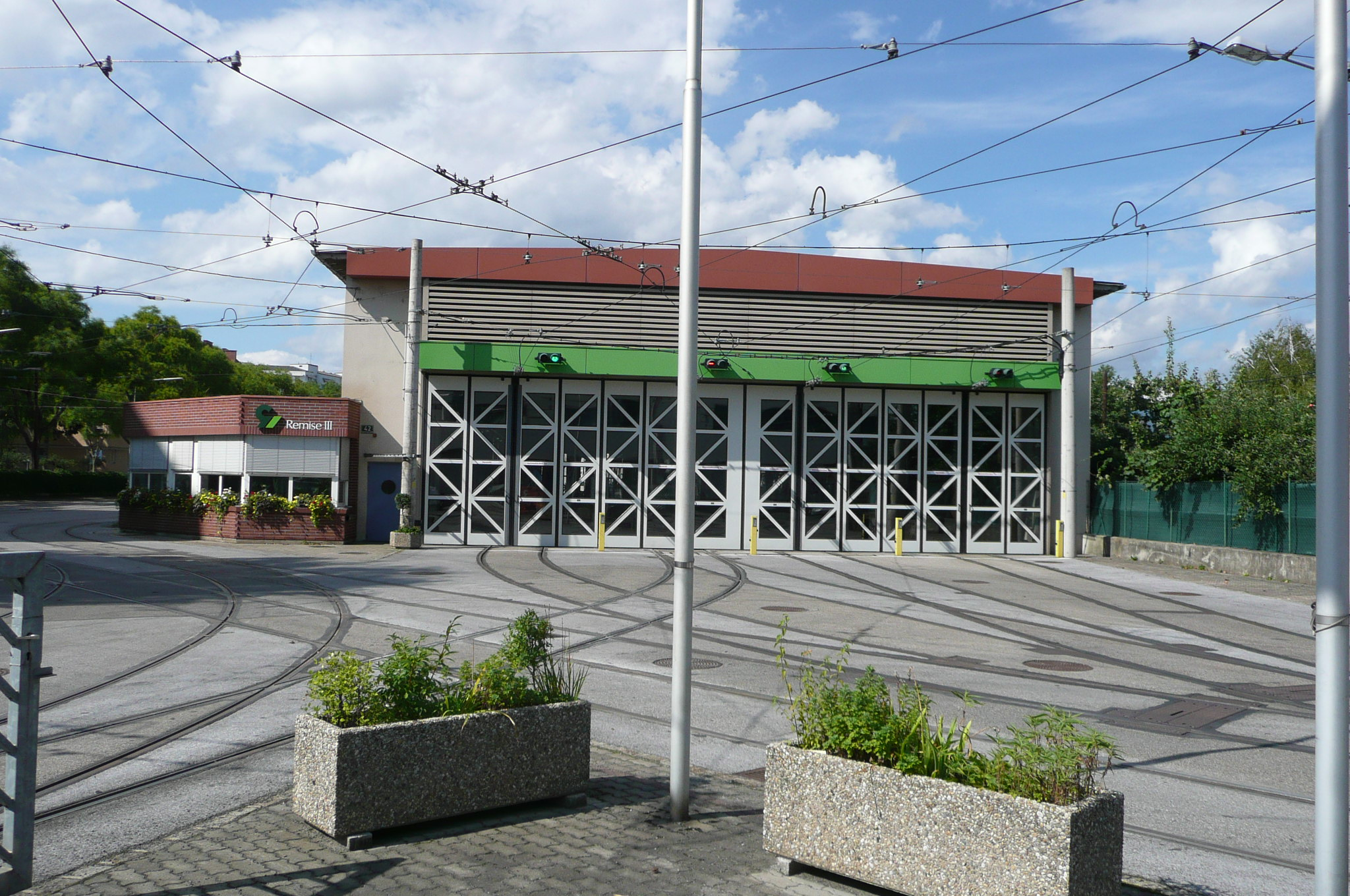
Straßenbahn-Remise

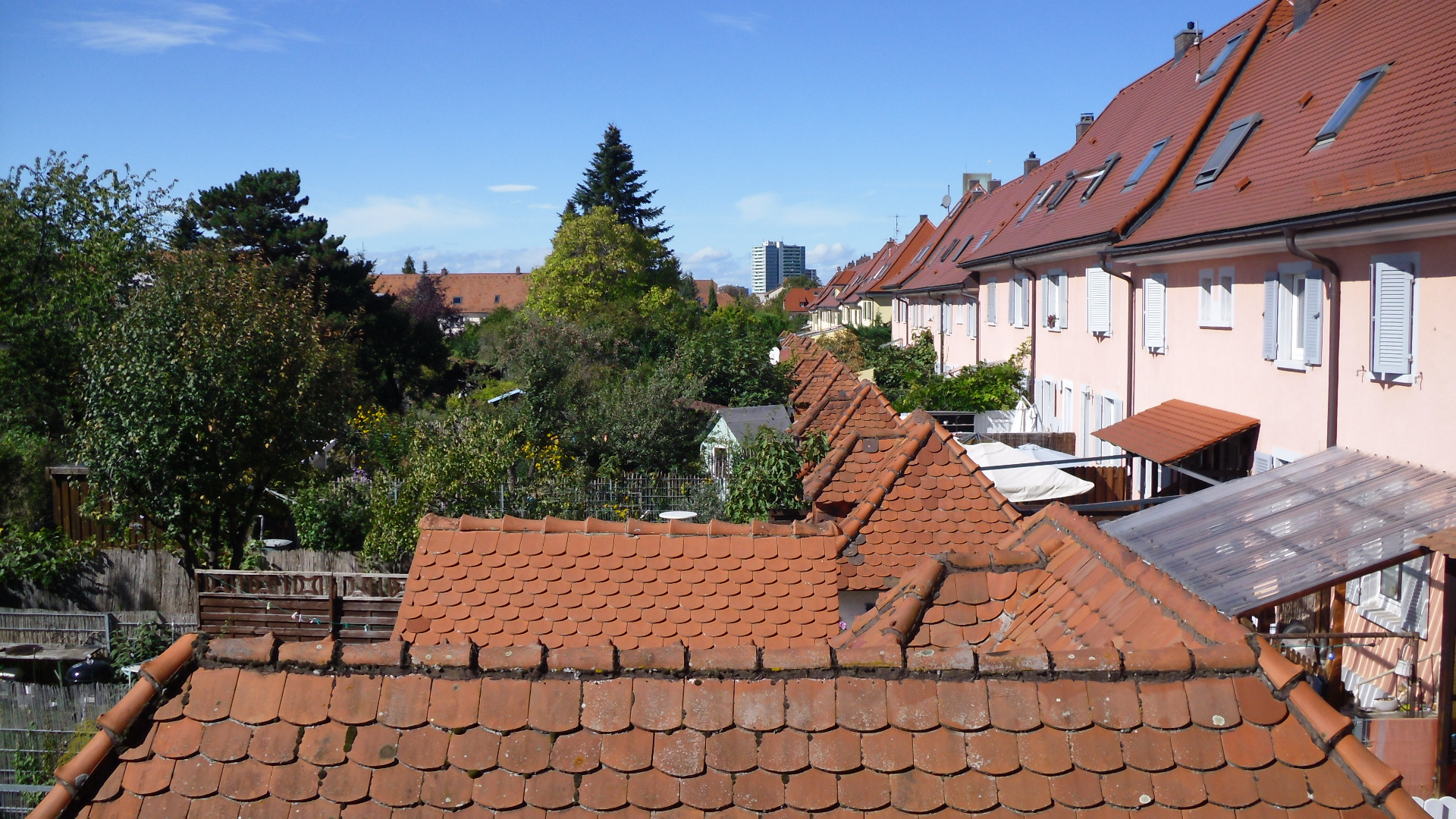
Wohnungs-Remisen in Freiburg-Gartenstadt aus den 1920er-Jahren

Eine Remise [reˈmiːzə]  ist ein Wirtschaftsgebäude in Form eines Unterstands, das in der Regel an der rückwärtigen Grundstücksgrenze für Fahrzeuge oder Geräte errichtet wurde. Das Wort kommt aus dem Französischen und ist vom Verb remettre ‚wieder hinstellen, versorgen‘ abgeleitet. Die lateinische Wurzel ist das Verb remittere ‚zurückschicken, ablegen‘.

## Bezeichnung
Die Bezeichnung Remise ist heute insbesondere in Österreich und der Schweiz im Sinn von Depot zu Wartungs- und Reparaturzwecken von Fahrzeugen, teilweise aber auch in Deutschland gebräuchlich. So wurden vielfach die Ausdrücke Straßenbahnremisen oder auch Feuerwehrremisen für die Feuerwehrhäuser verwendet. Umgangssprachlich hat sich das in vielen Fällen bis heute erhalten.
In Österreich wird die Bezeichnung bis heute für ein Straßenbahndepot verwendet, wie zum Beispiel die Remise Kreuzgasse in Wien oder die Remisen I und III der Straßenbahn Graz. Das bisherige Wiener Straßenbahnmuseum wurde im September 2014 unter dem Namen Remise – Verkehrsmuseum der Wiener Linien wiedereröffnet (es befindet sich in einer ehemaligen Remise). In Berlin wird der Begriff für ein- bis zweigeschossige Hofgebäude verwendet, die heute oft von kleineren Gewerbebetrieben innerhalb von Wohnblöcken genutzt werden. Im aktuellen Sprachgebrauch kommen Schuppen, Werkstätten, Garagen und andere Nebengebäude an der hinteren Grundstücksgrenze der Bedeutung nahe.

## Geschichte
Die Remisen als Depot kamen im 19. Jahrhundert als eigener Bautyp auf und wurden als einseitig zugängliches Wirtschaftsgebäude auf dem hinteren Teil großer innerstädtischer Mietshausgrundstücke errichtet, um Pferde, Kutschen oder Lokomotiven und Wagen witterungsgeschützt abstellen zu können. Sie dienten dem Fuhrpark ursprünglich als Unterstand. Mitunter befanden sich in den Remisengebäuden oder zugehörigen Anbauten auch Wohnungen für Personal wie Kutscher oder Stallburschen.
Da emissionsreiche Gewerbebetriebe auf Grundstücken mit überwiegender Wohnnutzung heute nicht mehr genehmigt werden dürfen, mussten die Remisengebäude nach ihrer Instandsetzung oder Sanierung oft umgenutzt werden und nehmen nun andere Funktionen auf, wie zum Beispiel als Gaststätte, Wohngebäude oder Kulturzentrum. Remisen, bei denen es aufgrund der Grundstücksgröße und gegebener Gewerbenutzung nicht zu Nutzungskonflikten kam, dienen noch heute ihrem ursprünglichen Zweck. Ein Beispiel hierfür ist das 1893 errichtete Remisengebäude der Straßenbahn Gmunden, in dem noch heute der Fahrzeugpark gewartet und untergestellt wird. In Berlin und Düsseldorf befinden sich in ehemaligen Straßen- bzw. Eisenbahndepots heute Oldtimer-Zentren mit dem Namen Classic Remise.